# Kwaïdan (bande dessinée)
Pour les articles homonymes, voir Kwaïdan.
Kwaïdan est une série de bande dessinée.
- Scénario, dessins et couleurs : Jung

## Albums
- Tome 1 : L'Esprit du lac (2001)
- Tome 2 : Setsuko (2002)
- Tome 3 : Métamorphose (2003)

## Synopsis
Au XIIe siècle, dans le nord du Japon, le château du clan Okada fut le théâtre d'évènements étranges. Défigurée par sa sœur jalouse, une princesse se jeta dans les eaux d'un lac, où elle demeura captive deux siècles durant. Jusqu'au jour où elle s'en échappa, et partit à la recherche d'un enfant en qui elle pourrait renaître.

### Éditeurs
- Delcourt (Collection Terres de Légendes) : Tomes 1 à 3 (première édition des tomes 1 à 3).